# Alchemilla tubulosa
Alchemilla tubulosa é uma espécie de rosácea do gênero Alchemilla, pertencente à família Rosaceae.